# Nienke Daelman
Nienke Daelman is een Belgisch korfbalster.

## Levensloop
Daelman was actief bij Borgerhout/Groen-Wit. Tevens maakte ze deel uit van het Belgisch nationaal team, waarmee ze onder meer zilver won op het Europees kampioenschap van 2014.